# Złota antylopa
Złota antylopa (ros. Золотая антилопа, Zolotaja antilopa) – radziecki film animowany z 1954 roku w reżyserii Lwa Atamanowa oparty na motywach indyjskiej baśni. Film opowiada o chciwym radży, który chce zchwytać magiczną antylopę, która stukając kopytami, wytwarza złoto.

## Animatorzy
Władimir Arbiekow, Rienata Mirienkowa, Roman Dawydow, W. Riabczikow, Boris Czani, Roman Kaczanow, Nikołaj Fiodorow, Wiaczesław Kotionoczkin, Konstantin Czikin.

## Obsada (głosy)
- Walentina Spierantowa jako chłopiec
- Nina Nikitina jako Antylopa
- Ruben Simonow  jako Radża
- Aleksandr Gruzinski jako sługa

## Fabuła
W dalekich Indiach w dżungli trwa polowanie na złotą antylopę. Nie jest to zwykła antylopa, bowiem gdy biegnie, spod jej kopyt tryskają złote monety. Biedny chłopiec, mieszkający samotnie w wiosce, ukrywa zwierzę przed chciwym radżą i jego sługami. Antylopa jest mu wdzięczna i zostaje jego przyjaciółką. Radża domyśla się, iż chłopak zna kryjówkę antylopy i nie chce mu jej wskazać. Nakazuje więc chłopcu zapłacić daninę i do wschodu słońca przynieść dziesięć złotych monet, w przeciwnym wypadku spotka go śmierć. Zrozpaczony chłopak prosi o pomoc swoją przyjaciółkę antylopę, ale radża podstępem zwabia ją do pałacu. Jednak złota antylopa szybko udowadnia mu, że nie warto być w życiu chciwym.

## Nagrody
- 1955 - Dyplom Honorowy za wysoką jakość artystyczną na VII Międzynarodowym Festiwalu Filmowym w Cannes
- 1955 - Dyplom na Międzynarodowym Festiwalu Filmowym w Durbanie (RPA)
- 1955 - Dyplom na I Brytyjskim Międzynarodowym Festiwalu Filmowym w Londynie
- 1957 - Dyplom na Międzynarodowym Festiwalu Filmów Krótkometrażowych w Belgradzie[5].

## Wersja polska
Bajki rosyjskie (odc. 32)
W wersji polskiej udział wzięli:
- Włodzimierz Press jako Radża
- Jacek Bończyk jako chłopiec
- Ryszard Olesiński jako sługa Radży
- Monika Wierzbicka jako Złota Antylopa
- Tomasz Bednarek
- Joanna Jędryka jako Tygrysica
- Krzysztof Strużycki

Realizacja:
- Reżyseria: Stanisław Pieniak
- Dialogi: Stanisława Dziedziczak
- Opracowanie muzyczne: Janusz Tylman
- Dźwięk: Robert Mościcki Marcin Kijo, Joanna Fidos
- Montaż: Dorota Sztandera
- Kierownictwo produkcji: Krystyna Dynarowska
- Opracowanie: Telewizyjne Studia Dźwięku w Warszawie
- Lektor: Krzysztof Strużycki